# Dasysphecia
Dasysphecia é um gênero de traça pertencente à família Brachodidae.